# Шриранга III
Шриранга III (хинди श्रीरंग तृतीय; ? — 1678/1681) — последний махараджахираджа Виджаянагарской империи, который пришёл к власти в 1642 году после смерти своего дяди Венкаты III. Он также был правнуком Алии Рамы Райи, основателя династии Аравиду.

## Ранние восстания
До своего восшествия на царский престол Шриранга III поднял восстание против своего дяди Венкаты III (1632—1642). Шриранга обратился за помощью к султану Биджапура и напал на Венкату III в Чандрагири-Веллуру в [1638 год]у. Новое вторжение Шриранги при поддержке султана Биджапура произошло в 1642 году, но оно было разбито армией Венкаты III, которая также столкнулась с армией голкондского султаната близ Мадраса. При этих неприятных обстоятельствах Венката III скончался, и Шриранга III, который находился с армией Биджапура, покинул своего союзника и вернулся в Веллуру, где был коронован царём Виджаянагара. Шриранга III привёл Английскую Ост-Индскую компанию в Южную Индию.

## Правление
Многие из его дворян, таких как Наяка из Джинджи и Дамарла Венкатадри Наяка, вождь Мадраса, не любили Шрирангу за то, что он поднял восстание против своего дяди и бывшего царя Венкаты. Ссоры между султанами Биджапура и Голконды помогли Шриранге III на некоторое время сохранять остаток своих владений. В 1644 году султан Голконды вторгся в большой армией, но был побеждён Шрирангой III. Виджаянагарский монарх Шриранга III, теперь чувствуя себя достаточно сильным, чтобы требовать деньги от южных наяков, двинулся на юг. В 1640-х годах он предоставил британским агентам Ост-Индской компании форт Сент-Джордж (Мадрас) в Раджа-Махале форта Чандрагири, современный Тирупати.

## Битва при Виринчипураме
В 1646 году Шриранга III собрал большую армию с помощью Майсура, Джинджи и Танджавура и встретился с армией голкондского султаната. Мусульманские силы проигрывали, но позже продвинулись вперёд, когда были получили подкрепление из Декана. Война продолжалась до 1652 года. В 1649 году Тирумала Наяка, правитель Мадурая, перешёл на сторону султана Биджапура, но, сойдясь в форте Джинджи, силы Мадурая перешли на сторону наяка Джинджи, когда Биджапур и Голконда заключили свои соглашения. Это привело к ликвидации правления рода наяков Джинджи в 1649 году.
К 1652 году у Шриранги III остался только форт Веллуру, который в конце концов был захвачен войсками султана Голконды. У него была только поддержка султана Майсура, в то время как танджавурский наяк подчинился мусульманским силам, и мадурайский наяк в конечном итоге заплатил огромные суммы мусульманским силам, но все три сохранили свои княжества.

## Последние годы
Шриранга III провёл свои последние годы при поддержке одного из своих вассальных вождей, Шиваппы Наяки из Иккери (1645—1660), и все ещё надеялся вернуть Веллуру от мусульманских сил. Предательство Тирумалы Наяки по отношению к Шриранге III заставило правителя Майсура Кантираву Нарасараджу I вести серию опустошительных войн с Мадураем, позже захватив территории Коимбатура и Салема, которые оставались за Майсуром до 1800 года.

## Смерть
Правитель Майсура Кантирава Нарасараджа I (1638—1659) все ещё признавал Шрирангу титулярным императором. Шриранга скончался в 1678/1681 как император без империи, положив конец более чем трёхвековому правлению Виджаянагарской империи в Индии. Единственная дочь Шриранги была замужем за Шриваллабхой, потомком Нарасимхачарьи.